# Ogg Media
OGM, siglas de Ogg Media, es un contenedor multimedia (no un códec) cuya función es contener el audio (normalmente en formato Vorbis), el vídeo (normalmente DivX o Xvid) y subtítulos. Fue desarrollado por Tobias Waldvogel debido a que él quería usar el formato de audio "Ogg Vorbis" junto con vídeo MPEG-4 en un AVI, pero era prácticamente imposible obtener sincronización debido a la arquitectura del AVI, por lo que en vez de insertar el audio Vorbis en un AVI, decidió insertar el vídeo en un Ogg modificado y así surgió el OGM.
Oficialmente Ogg soporta únicamente códecs de vídeo y audio dentro de las especificaciones de la Fundación Xiph.Org entre los que se encuentran Theora, Vorbis, Speex y FLAC, por lo que OGM al permitir usar otros códecs se sale de las especificaciones.
OGM es una modificación (hack) del contenedor Ogg, diseñado como alternativa al AVI, proporcionando la habilidad de contener prácticamente cualquier códec de vídeo y audio que el AVI soporte en el contenedor Ogg y otras mejoras que el AVI no posee.

## Detalles técnicos
OGM no es oficialmente soportado por la Fundación Xiph.Org, debido a que se sale de las especificaciones Ogg, así que mientras es ciertamente útil no es en realidad un Ogg.
El formato de OGM y Ogg es el mismo, la principal diferencia es el primer identificador en cada stream. OGM utiliza varios identificadores de formatos estandarizados (FourCC), audio, vídeo y texto, para poder identificar códecs desconocidos más fácilmente en DirectShow (y otros frameworks).

## Características
- Una pista de video.
- Varias pistas de audio en diferentes formatos
- Soporte nativo de audio en VBR (Variable BitRate).
- Varios subtítulos.
- Capítulos en un mismo fichero.
- [Streaming].
- Búsqueda (seeking) mejorada respecto del AVI. El posicionamiento en un instante dado de la película es instantáneo: el vídeo no se desincroniza respecto al audio ni congela.
- Mayor tolerancia a errores respecto a AVI.
- Ocupa un poco más que el AVI a igual calidad y duración.